# Dušan Pavlov
Dušan Pavlov (szerbül: Душан Павлов; Nagykikinda, 1989. július 19. –) szerb labdarúgó, jelenleg az Egri FC csatára.

## Pályafutása
2011. augusztus 31-én az Egri FC csapatába igazolt. 2013 februárjában fél évre kölcsönbe került a Putnok VSE csapatába.